# Steven Brown (judoka)
Steven Brown (ur. 4 kwietnia 1986) – australijski judoka. Olimpijczyk z Pekinu 2008, gdzie zajął 21. miejsce w wadze półlekkiej.
Uczestnik mistrzostw świata w 2011 i 2013. Startował w Pucharze Świata w latach 2008, 2009 i 2011-2014. Zdobył siedem medali mistrzostw Oceanii w latach 2006 - 2014. Mistrz Australii w 2011 roku.

## Letnie Igrzyska Olimpijskie 2008
| Konkurencja | Eliminacje              | Klas. końcowa |
| Konkurencja | Przeciwnik I            | Miejsce       |
| ----------- | ----------------------- | ------------- |
| 66 kg       | Munir Bin Amadi (ALG) P | 21.           |